# Javan Marinho
Javan Marinho, auch bekannt unter dem Spitznamen El Popeye, ist ein ehemaliger brasilianischer Fußballspieler auf der Position eines Stürmers.

## Laufbahn
Der im Stadtteil Madureira von Rio de Janeiro aufgewachsene Marinho begann seine Laufbahn 1958 im Nachwuchsbereich des CR Vasco da Gama und feierte sein Debüt als Profi in einem Stadtderby gegen den CR Flamengo, das 1:0 gewonnen wurde.
1963 erhielt Marinho ein Angebot vom Club América, woraufhin er nach Mexiko wechselte. Für die Americanistas kam er jedoch zu keinem Pflichtspieleinsatz, weil er sich schon bald eine Verletzung zuzog und zwei Monate pausieren musste. Nach Genesung wurde er an den nordmexikanischen Verein CF Monterrey ausgeliehen, mit dem er das Pokalfinale der Saison 1963/64 gegen seinen eigentlichen Arbeitgeber América erreichte. Das ursprünglich angesetzte Finale endete ebenso unentschieden wie das dadurch erforderliche Wiederholungsspiel, so dass ein Elfmeterschießen erforderlich wurde, in dem der CF Monterrey mit 4:5 unterlag.
Nachdem América ihn auch im Anschluss an die Saison nicht zurückholen wollte, wechselte Marinho zum Club León, für den er in der Saison 1964/65 spielte. Weil er sich dort allerdings nicht richtig wohlfühlte und außerdem mit seiner frisch verheirateten Frau lieber in Mexiko-Stadt leben wollte, wechselte er 1965 zum damals noch in der Hauptstadt beheimateten Club Necaxa. Mit den Necaxistas gewann Marinho in seiner ersten Saison 1965/66 auf Anhieb den mexikanischen Pokalwettbewerb und anschließend (durch einen 2:0-Erfolg gegen seinen früheren Arbeitgeber América!) auch den Supercup. Marinho stand noch bis mindestens 1970 beim Club Necaxa unter Vertrag.

## Erfolge
- Mexikanischer Pokalsieger: 1966
- Mexikanischer Supercup: 1966